# Arcambald
Arcambald (en francès Arcambal) és un municipi francès situat al departament de l'Òlt i a la regió d'Occitània.

## Demografia
| 1962                                       | 1968 | 1975 | 1982 | 1990 | 1999 | 2006 |
| ------------------------------------------ | ---- | ---- | ---- | ---- | ---- | ---- |
| 408                                        | 409  | 413  | 535  | 637  | 735  | 821  |
| Des de 1962: població sense dobles comptes |      |      |      |      |      |      |

## Administració
| Període   | Identitat              | Partit |
| --------- | ---------------------- | ------ |
| 1961-1963 | Pierre Conquet Soubrié |        |
| 1964-1971 | Georges Viers          |        |
| 1971-1983 | Pierre-George Conquet  |        |
| 1983-1989 | Claude Murat           |        |
| 1989-     | José Pradal            |        |